# Édouard Spach

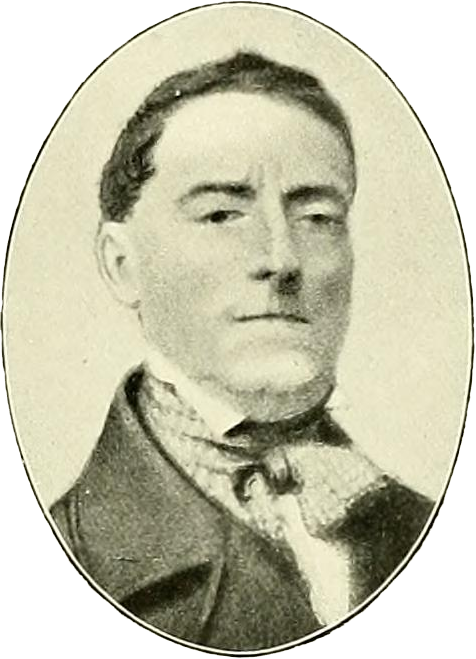
Édouard Spach

Édouard Spach (* 26. November 1801 in Straßburg; † 18. Mai 1879 in Paris) war ein französischer Botaniker. Sein offizielles botanisches Autorenkürzel lautet „Spach“.

## Leben und Wirken
Édouard Spach war Sekretär von Charles François Brisseau de Mirbel. Er wurde 1854 nach dem Tod von Charles Gaudichaud-Beaupré Kurator am Muséum national d’Histoire naturelle in Paris. Er war verheiratet mit  Fannie Spach, geb. Legendre. Sie war eine französische botanische Zeichnerin. Ihr Name ist verewigt in der Pflanzengattung Legendrea Webb & Berthel. aus der Familie der Windengewächse (Convolvulaceae).

## Ehrungen
Die Pflanzengattungen Spachea A. Juss. aus der Familie der Malpighiengewächse (Malpighiaceae) und Spachia Lilja aus der Familie der Nachtkerzengewächse (Onagraceae) sind nach ihm benannt. 1838 wurde er Mitglied der Leopoldina.

## Schriften
- Histoire naturelle des végetaux: Phanérogrames (14 Bände und ein Atlas), 1834–1847
- Illustrationes plantarum orientalium ... (zusammen mit Hippolyte François Comte de Jaubert), 1842–1857